# Жозеф Неліс
Жозеф Розалія Неліс (фр. Joseph Rosalia Nelis, 1 квітня 1917, Татбері — 12 квітня 1994) — бельгійський футболіст, що грав на позиції нападника, зокрема, за клуби «Берхем» та «Уніон Сент-Жілуаз», а також національну збірну Бельгії.

## Клубна кар'єра
У футболі дебютував 1934 року виступами за команду «Берхем», в якій провів п'ять сезонів. 
Своєю грою за цю команду привернув увагу представників тренерського штабу клубу «Уніон Сент-Жілуаз», до складу якого приєднався 1939 року. Відіграв за брюссельську команду наступні чотири сезони своєї ігрової кар'єри.
Протягом 1943—1944 років захищав кольори команди клубу «Намюр».
Завершив професійну ігрову кар'єру у клубі «Ікселлес», за команду якого виступав протягом 1945—1951 років.
| Дата       | Місто     | Господарі  | Результат | Гості      | Турнір           | Голи | Примітки |
| ---------- | --------- | ---------- | --------- | ---------- | ---------------- | ---- | -------- |
| 17.03.1940 | Антверпен | Бельгія    | 7 – 1     | Нідерланди | товариський матч | 1    |          |
| 21.04.1940 | Амстердам | Нідерланди | 4 – 2     | Бельгія    | товариський матч | 1    |          |
| Усього     |           | Матчів     | 2         |            | Голів            | 2    |          |

Помер 12 квітня 1994 року на 78-му році життя.